# Maigret und sein Toter
Maigret und sein Toter (französisch: Maigret et son mort) ist ein Kriminalroman des belgischen Schriftstellers Georges Simenon. Er ist der 29. Roman einer Reihe von insgesamt 75 Romanen und 28 Erzählungen um den Kriminalkommissar Maigret. Der Roman entstand vom 8. bis 17. Dezember 1947 in Tucson, Arizona und wurde im Folgejahr beim Verlag Presses de la Cité veröffentlicht. Die erste deutsche Übersetzung von Hansjürgen Wille und Barbara Klau erschien 1954 bei Kiepenheuer & Witsch. Im Jahr 1981 publizierte der Diogenes Verlag eine Neuübersetzung von Elfriede Riegler. Eine Überarbeitung der Übersetzung von Wille/Klau erschien 2018 im Kampa Verlag.
Als ein Mann in Kommissar Maigrets Büro anruft und um Hilfe bittet, weil er von einer Mörderbande verfolgt werde, glaubt der Kommissar zunächst an einen Verrückten. Doch die Anrufe wiederholen sich, die Flucht des Mannes führt durch halb Paris, bis er in der Nacht ermordet aufgefunden wird. Bei den folgenden Ermittlungen fühlt Maigret eine besondere Verbundenheit zu dem Mordopfer, so dass bald in der gesamten Dienststelle nur noch von „seinem Toten“ die Rede ist.

## Inhalt

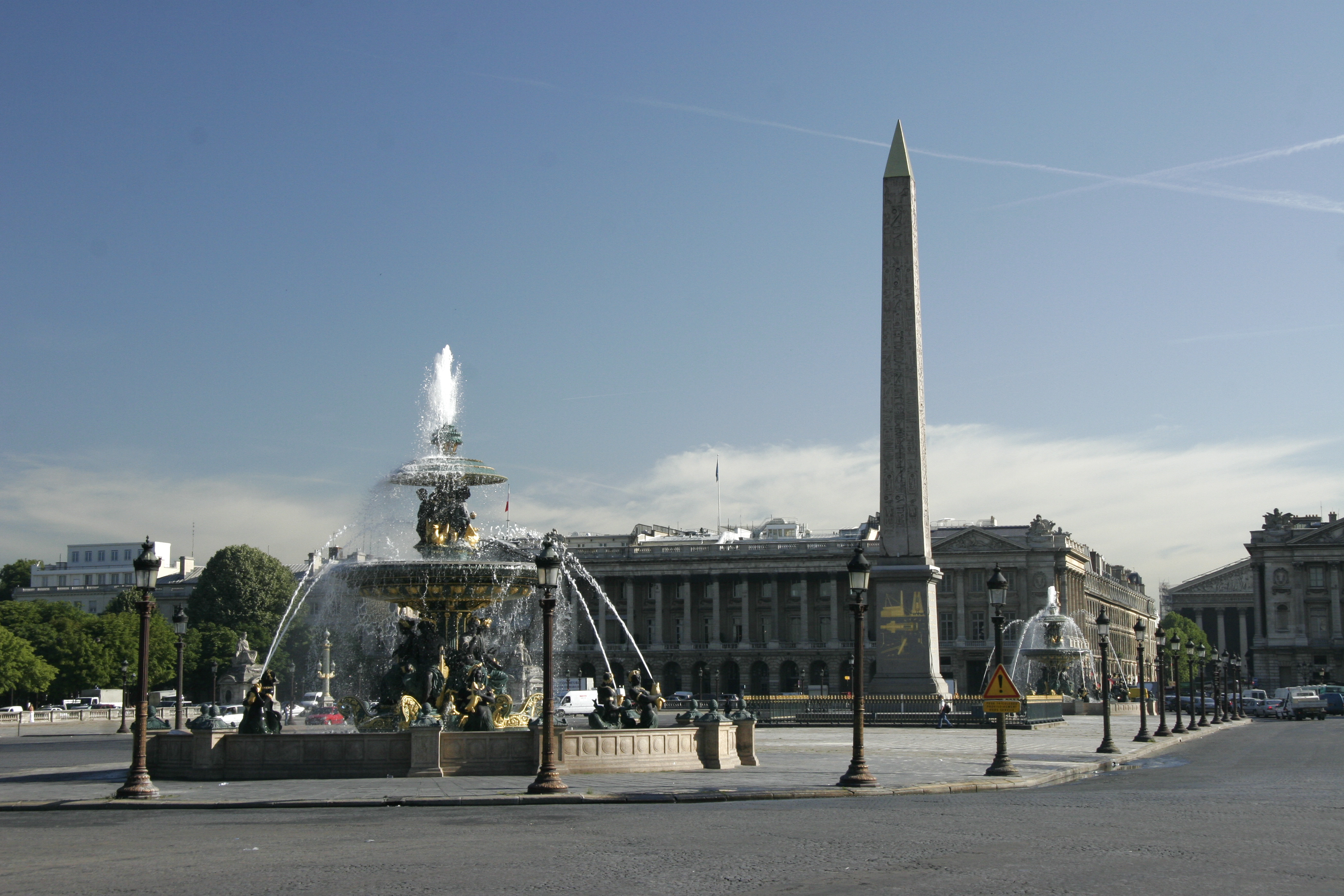
Place de la Concorde in Paris

Mitte Februar an den ersten milden Tagen des Jahres in Paris: Am Quai des Orfèvres muss sich Kommissar Maigret mit einer älteren Dame auseinandersetzen, die unter Verfolgungswahn leidet. So ist er leicht bereit, auch in einem anonymen Anrufer, der sich ins Büro des Kommissars durchstellen lässt, weil er von einer Bande von Mördern durch Paris gejagt werde, bloß einen Verrückten zu sehen. Als sich die Anrufe jedoch in wachsender Panik von unterschiedlichen Lokalitäten der Stadt wiederholen, schickt Maigret seine Inspektoren aus, die den Flüchtenden mehrfach um Haaresbreite verpassen. Am Abend verstummen die Anrufe, und in der Nacht wird der Mann erstochen auf der Place de la Concorde aufgefunden, wohin die Leiche nach Zeugenaussagen in einem gelben Citroën befördert wurde.
Maigret findet heraus, dass der Tote Albert Rochain hieß und gemeinsam mit seiner Ehefrau Nine das kleine Lokal Au Petit Albert in Charenton-le-Pont führte. Doch das Lokal ist verlassen, Nine verschwunden, und ohne weitere Spuren verfällt der Kommissar auf die Idee, seinen Inspektor Chevrier das Lokal wiedereröffnen zu lassen, um die Mörder aus der Reserve zu locken. Dies gelingt tatsächlich, und ein debil wirkender Rothaariger, der zu den Beschreibungen des Anrufers passt, sieht sich im Lokal um. Maigret und Lucas verfolgen den Mann, dessen Flucht in einer Umkehrung der Ereignisse vom Vortag durch halb Paris führt. Im Viertel der Rue du Roi-de-Sicile scheint der Rothaarige in einer vertrauten Umgebung angelangt, doch ehe er die Verfolger in sein Versteck führen kann, wird er vor ihren Augen erschossen, vermutlich von einem Mitglied seiner Bande.

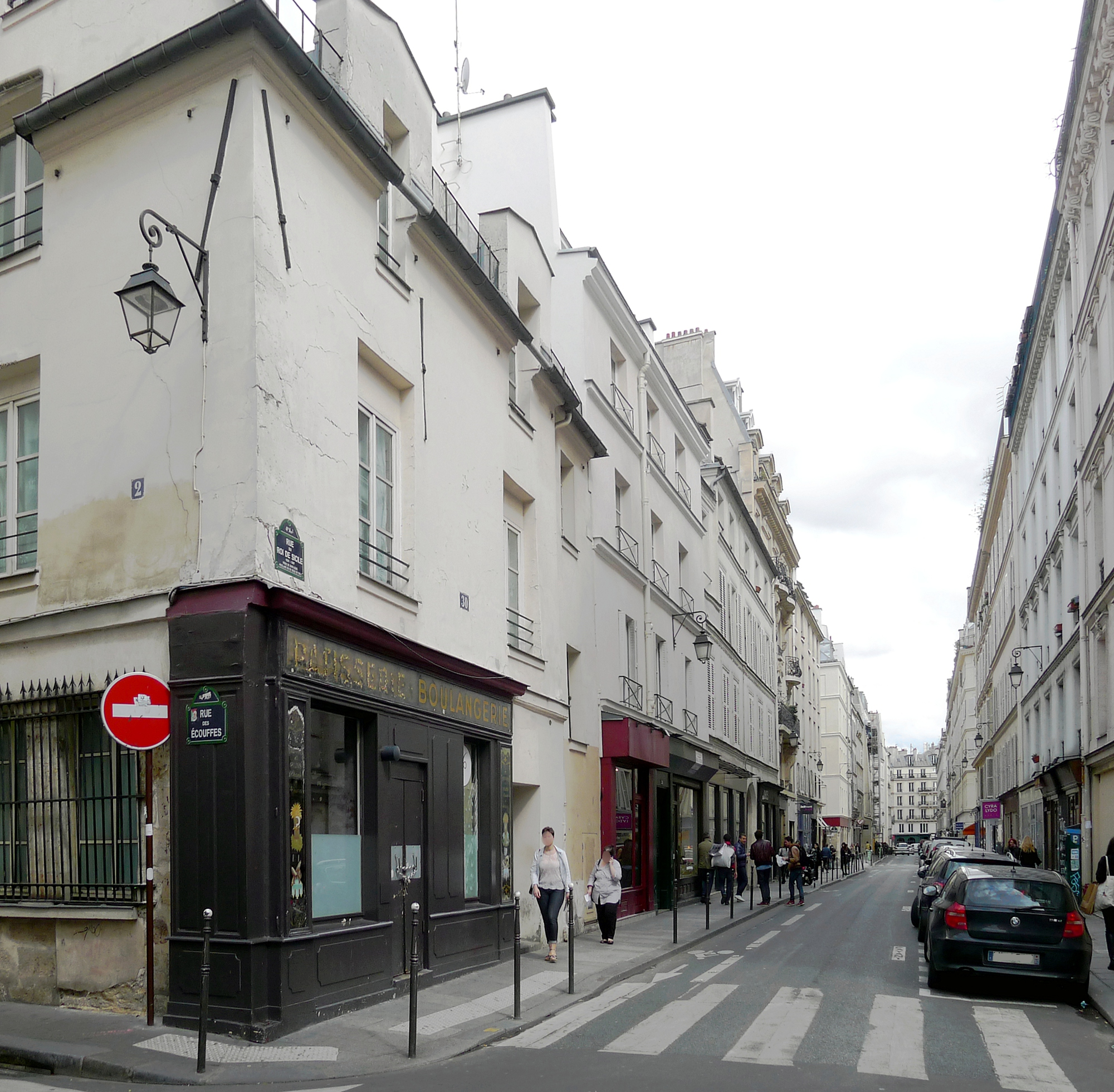
Rue du Roi-de-Sicile in Paris

Der Tote stellt sich als Victor Poliensky heraus, ein gebürtiger Tscheche. Eine nächtliche Razzia in der Rue du Roi-de-Sicile führt Maigret auf die Spur einer ganzen Bande von Tschechen, die sich im Hôtel du Lion d’Or versteckt hielt. Doch die übrigen drei Männer, Carl Lipschitz, Serge Madok und der halbwüchsige Pietr, haben sich abgesetzt, nur die Slowakin Maria ist hochschwanger zurückgeblieben und wird zur Entbindung ins Krankenhaus eingeliefert, wo Maigret sie trotz einer empörten Krankenschwester verhört. Der Kommissar erfährt, dass die junge Mutter die Geliebte aller Bandenmitglieder gewesen ist, die als sogenannte Picardie-Bande die gleichnamige Region Nordfrankreichs durch besonders brutale Raubmorde in Angst und Schrecken versetzen. Maigret verbreitet Marias Aufenthaltsort in den Medien, um sie als Köder zu benützen, und tatsächlich kommt es daraufhin zu einem Zwischenfall vor dem Krankenhaus, als Carl die Geliebte besuchen will und vom jungen, aber umso eifersüchtigeren Pietr erschossen wird, der sich stolz festnehmen lässt. Das letzte Bandenmitglied Serge Madok kann in einem Bordell aufgegriffen werden.

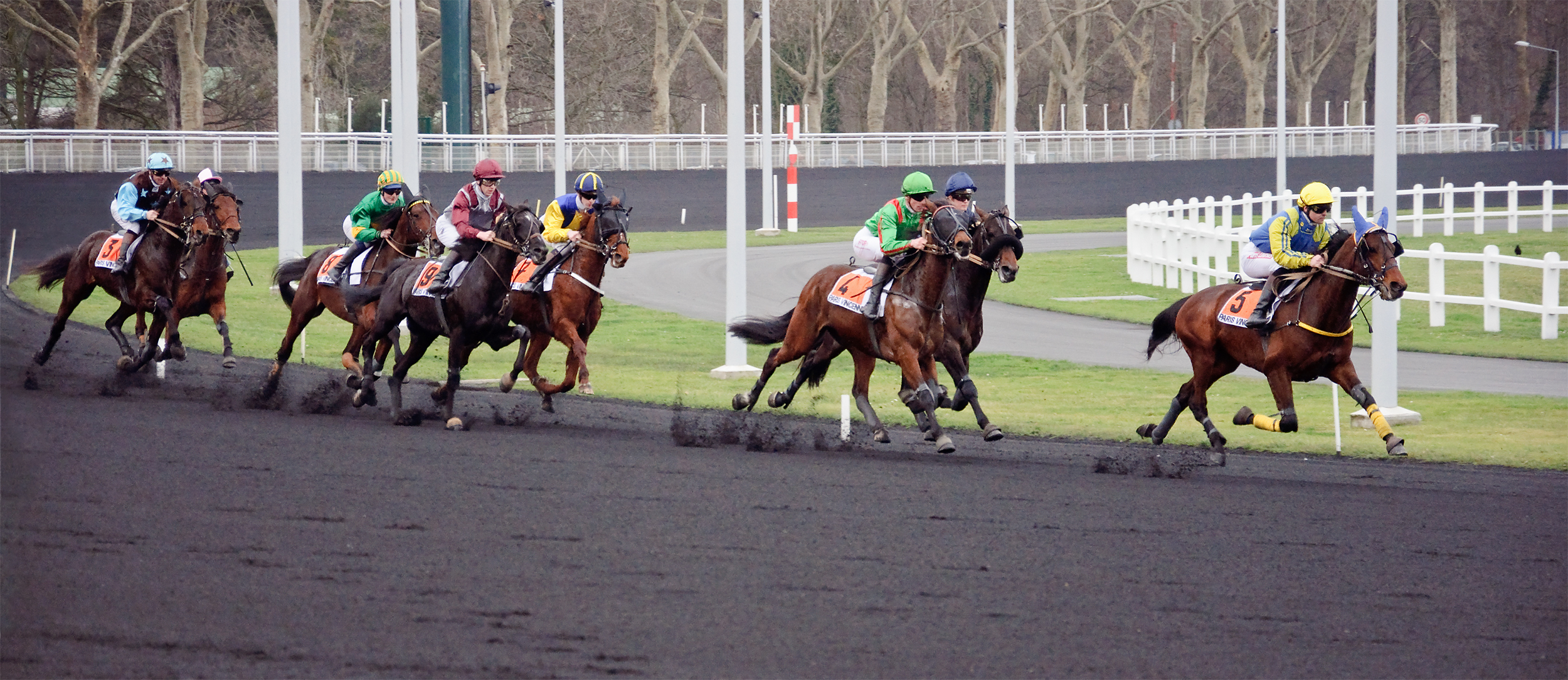
Pferderennen in Vincennes

Gemeinsam mit Inspektor Colombani von der Sûreté nationale, der für den Fall der Picardie-Bande zuständig zeichnet, gelingt es auch Jean Bronsky festzunehmen, den Hintermann der Mörder. Für seinen geldintensiven Lebensstil an der Seite seiner Geliebten Francine Latour, einer Darstellerin der Folies Bergère, und seine ruinösen Pferdewetten wurden all die Raubüberfälle in der Picardie begangen. Bei einem Pferderennen in Vincennes fiel ihm eine Bahnkarte aus der Tasche, die der zufällig anwesende und ebenfalls wettbegeisterte Albert Rochain gewohnheitsmäßig aufhob. Dem Wirt rief das Fahrziel Goderville die kürzlichen Verbrechen der Picardie-Bande ins Gedächtnis. Durch seine erschrockene Reaktion machte er die Bande auf sich aufmerksam, die den flüchtenden Mitwisser verfolgte und in seinem Haus ermordete. Zwei zwielichtige Freunde des Toten waren es, die dessen Leiche noch in der Nacht in ihrem Citroën beiseiteschafften und seine Frau Nine in einem Gasthaus bei Corbeil in Sicherheit brachten. Dort sucht Maigret sie auf, und mit der Aussicht, nach der zu erwartenden Todesstrafe für Maria deren Neugeborenes zu adoptieren, vermag er der trauernden Witwe neue Hoffnung zu vermitteln.

## Aufbau und Sprache
Maigret und sein Toter ist der längste Roman der Maigret-Reihe, der ungewöhnlich zahlreiche Schauplätze und Nebenfiguren bietet. Dennoch ist sein Aufbau vom Anruf des Unbekannten, dessen Ermordung, der Suche nach dem Täter, dem Aufspüren der tschechischen Bande bis hin zu deren Festnahme vollständig linear, nicht anders als bei einem beliebigen Whodunit. Thomas Narcejac kommentiert, es handle sich vermutlich um den linearsten und am schwächsten konstruierten Plot in Simenons gesamtem Werk. Doch die Handlung bilde nur den Hintergrund, der wie ein musikalisches Thema erst durch seine Variationen interessant werde. So entwickelt sich etwa die Einstiegsszene mit dem anonymen Anrufer zu einer ausführlich geschilderten, nervenaufreibenden Hatz durch die Pariser Cafés. Zwei gegensätzliche Rhythmen bestimmten den Roman: Zum einen die ruhige, mit äußerster Sorgfalt durchgeführte Suche des Kommissars nach Identität und Vorleben des Opfers. Zum anderen die rasante Jagd nach den Mördern, deren Tempo sich bis zur finalen Peripetie immer mehr steigert.
Die Erzählperspektive verlässt niemals den Blickwinkel des Protagonisten. Die Verbrecherbande wird vollständig aus der Außenperspektive geschildert, was eine größt mögliche Distanz zu ihren Untaten bewirkt, die nicht detailliert ausgeführt, sondern bloß angedeutet werden. Durch den „Wechsel von Dialog, Handlungsbeschreibung und Reflexionsbericht“ entsteht laut Josef Quack ein „großartig tragender Erzählrhythmus, wie er selbst für den Prosakünstler Simenon ungewöhnlich ist.“ Dabei umfasse die Sprache „eine für Simenon ungewöhnliche Breite der Redeweisen und Aussageformen“ vom humoristischen Telefongespräch des Untersuchungsrichters Coméliau mit Maigret im Schlafrock über die Dialekt-Unterhaltung der Handwerker im Café bis zum jovialen Revuedirektor am Schluss, der den Kommissar bloß mit „Dicker“ anredet.

## Interpretation
Maigret und sein Toter hat laut Josef Quack „ein anthropologisches Grundmotiv Simenons“ zum Thema: „die animalische Regression des Menschen“. In verschiedenen Werken Simenons wird gezeigt, wie Menschen die dünne Schicht der Zivilisation durchbrechen und in tierische Verhaltensweisen zurückfallen. Über die Räuberbande in Maigret und sein Toter heißt es an einer Stelle: „Sie hatten sich ein für alle Mal entschlossen, als Außenseiter zu leben. Sie waren reißende wilde Tiere, die sich vom Blöken der Schafe nicht rühren ließen.“ Ihre Taten begehen sie ohne moralisches Bewusstsein. Ihr Motiv liegt nicht in erster Linie in der Gier nach Geld, sondern: „Sie hatten alle Hunger gehabt.“ Als sie am Ende vor Gericht gestellt werden, können sie auf keinerlei Gnade hoffen, denn: „Zivilsierte Menschen fürchten sich vor wilden Tieren, besonders vor denen ihrer eigenen Spezies, die sie an längst vergangene Zeiten erinnern, als ihre Vorfahren noch in den Wäldern hausten.“ Simenons Programmatik wird unterstützt durch eine außergewöhnliche Häufung von Tiermetaphern. Daneben führt er gleich mehrfach Menschenjagden vor, wobei die Polizei bei ihrer Verfolgung eines Verdächtigen nicht wesentlich humaner vorgeht als zuvor die Verbrecherbande. Letztlich greift sie beim Schutz der Zivilisation ebenfalls auf „primitive Affekte und archaische Verhaltensformen“ zurück.
Auf der anderen Seite demonstriert der Roman für Murielle Wenger, wie Maigret in der Lage ist, eine Beziehung zu dem ihm zuvor völlig unbekannten Mordopfer aufzubauen. Darin erinnert er an Maigret und die junge Tote. In beiden Fällen folgt der Kommissar einem Toten auf seinen letzten Wegen, wobei es nicht nur um die Befragung von Zeugen geht, sondern auch darum, dem Opfer nahezukommen, indem man etwa in einer Bar dasselbe Getränk trinkt. Als Maigret das Lokal des Toten betritt, fühlt er sich dort sogleich heimisch, als beziehe er selbst ein neues Domizil. Indem er in die Haut Albert Rochains schlüpft, dessen Leben nachahmt, beginnt der Kommissar die Persönlichkeit des Toten zu verstehen und zu ahnen, wie dieser mit der tschechischen Bande zusammengestoßen ist. Ganz im Gegensatz zu seinem Autor Simenon, der den halben Globus bereiste, verrät Maigret im Roman, dass der Grund, warum er den Boulevard Richard-Lenoir niemals verlässt, seine tiefe Abneigung gegen Veränderung ist. Murielle Wenger spekuliert, dass seine häusliche Stabilität der Gegenpol zu den Ermittlungen ist, in denen der Kommissar in die unterschiedlichsten Leben schlüpft. Im Roman wird das einzige Mal in der Serie die Hausnummer von Maigrets berühmten Heim verraten: Boulevard Richard Lenoir 132, eine Adresse, die für Michel Carly die französische Version der Baker Street 221b darstellt.

## Hintergrund
Nach dem Zweiten Weltkrieg verließ Georges Simenon, der sich die Kriegsjahre im besetzten Frankreich aufhielt, Europa in Richtung Amerika und lebte in der Folgezeit in Kanada, Florida und Arizona. In den produktiven Jahren 1946 und 1947 schrieb Simenon insgesamt zehn Romane, darunter drei aus der Maigret-Reihe. Maigret und sein Toter entstand im Dezember 1947 nur wenige Wochen nach Maigret macht Ferien, obwohl sich beide in puncto Atmosphäre und Handlung deutlich unterscheiden. Während der Arbeit an den Romanen erfuhr Simenon, dass sein Bruder Christian im Indochinakrieg gefallen war. Georges selbst hatte Christian, der mit den profaschistischen Rexisten kollaboriert hatte und dafür nach 1945 in Belgien in Abwesenheit zum Tode verurteilt worden war, geraten in der Fremdenlegion unterzutauchen. Für den Tod des Bruders fühlte sich Simenon ein Leben lang schuldig. Der bereits vorab konzipierte Roman Maigret und sein Toter griff Simenons persönliche Situation noch nicht auf. Erst der folgende Non-Maigret-Roman Der Schnee war schmutzig diente dem Autor zur Aufarbeitung seiner Schuldgefühle.
Das Thema einer osteuropäischen Bande, die alleinstehende Gehöfte im Norden Frankreichs überfällt und dabei mit äußerster Brutalität bis hin zum Mord vorgeht, hatte Simenon vor Maigret und sein Toter bereits in früheren Werken bearbeitet, so in der Maigret-Erzählung Maigret und Stan der Killer (1938) und im Non-Maigret-Roman Der Outlaw (1941), der ebenfalls um eine Hauptperson mit Spitznamen „Stan“ kreist. Allerdings war in den beiden früheren Werken die Nationalität der Räuber polnisch, während die Bande in Maigret und sein Toter aus Tschechen besteht. Ein Tscheche war auch Johann Radek, der nihilistische Gegenspieler im frühen Maigret-Roman Maigret kämpft um den Kopf eines Mannes (1931). Bandenkriminalität ist ein eher ungewöhnliches Sujet für die Maigret-Reihe. Man findet das Thema etwa in Maigret in New York oder in Maigret, Lognon und die Gangster. Tilman Spreckelsen sieht in der Beschreibung der Räuberbande von Maigret und sein Toter jedenfalls eine ganze Reihe von Stereotypen bedient.

## Rezeption
Maigret und sein Toter wird von einigen Kritikern besonders aus der Romanreihe herausgehoben. So bezeichnete Josef Quack das Buch als „Polizeiroman in höchster Vollendung, der handlungs- und personenreichste, der längste und spannendste Roman der Serie“, der „aus dieser Serie großer Detektivroman hervorragt“. Laut Peter Foord ist er einer der befriedigendsten Maigret-Romane, weil er viele unterschiedliche Aspekte der Ermittlung zeige. Zu Murielle Wengers Favoriten gehört er wegen der charakteristischen Darstellung der Intuition des Kommissars und seiner Einfühlung in das Opfer. Thomas Narcejac nannte ihn „den berührendsten und pariserischten von allen Maigrets“. Oliver Hahn von maigret.de zählte den Roman zu den fünf besten Romanen der Reihe.
Saturday Night fand in Maigret und sein Toter „eine geringfügige, aber interessante Abweichung von der Norm, indem es Maigret mit einer harten, professionellen Unterweltverschwörung zu tun bekommt.“ Ellen Nehr beschrieb „eine überfüllte, stinkende, faszinierende Unterwelt der Pariser Elendsviertel, in denen Maigret ein Rendezvous mit der Gefahr“ bevorstehe, nachdem er mittels einer besonders „feinen Arbeit von kombinatorischer Aufklärung“ den Toten identifiziert und seine Gewohnheiten entschleiert habe. Laut Kirkus Reviews werde die Leserschaft an der „detaillierten Routine“ der Polizeiarbeit unter „der störrischen aber talentierten Hand des Meisterpolizisten“ wie üblich Gefallen finden.
Die Romanvorlage wurde fünfmal im Rahmen von TV-Serien um den Kommissar Maigret verfilmt. Der erste Maigret-Darsteller war Rupert Davies (Großbritannien, 1961) in der Folge The Winning Ticket der Serie Maigret. Es folgten Jan Teulings (Niederlande, 1967), Jean Richard in Les Enquêtes du commissaire Maigret (Frankreich, 1970), Kinya Aikawa (Japan, 1978) und Rowan Atkinson in Maigret (Großbritannien, 2016). Unter der Regie von Raoul Wolfgang Schnell produzierte der NWDR im Jahr 1955 eine Hörspielfassung. 1992 erschien die Comic-Adaption Maigret et son mort von Odile Reynaud mit Zeichnungen von Philippe Wurm, die ein Jahr später vom Ehapa-Verlag auch auf Deutsch veröffentlicht wurde. Im Jahr 2018 las Walter Kreye für den Audio Verlag eine Hörbuchfassung ein.

## Ausgaben
- Georges Simenon: Maigret et son mort. Presses de la Cité, Paris 1948 (Erstausgabe).
- Georges Simenon: Maigret und sein Toter. Übersetzung: Hansjürgen Wille, Barbara Klau. Kiepenheuer & Witsch, Köln 1954.
- Georges Simenon: Maigret und sein Toter. Übersetzung: Hansjürgen Wille, Barbara Klau. Heyne, München 1966.
- Georges Simenon: Maigret und sein Toter. Übersetzung: Elfriede Riegler. Diogenes, Zürich 1981, ISBN 3-257-20810-3.
- Georges Simenon: Maigret und sein Toter. Sämtliche Maigret-Romane in 75 Bänden, Band 29. Übersetzung: Elfriede Riegler. Diogenes, Zürich 2008, ISBN 978-3-257-23829-7.
- Georges Simenon: Maigret und sein Toter. Übersetzung: Hansjürgen Wille, Barbara Klau, Sophia Marzolff. Kampa, Zürich 2018, ISBN 978-3-311-13029-1.